# Gabriel Fernández (baloncestista)
Gabriel Diego Fernández (Burzaco, 23 de octubre de 1976) es un exjugador argentino de básquetbol que integró la selección de su país, obteniendo la medalla de oro en los Juegos Olímpicos de Atenas 2004 y el subcampeonato en el Campeonato Mundial 2002, siendo parte de la camada de jugadores argentinos pertenecientes a la que se denominó la Generación Dorada. 
Tras dejar de competir en la Liga Nacional de Básquet, máxima división argentina, fue fichado por Huracán de San Justo, equipo de tercera división, convirtiéndose así en el primer jugador que, tras haber conseguido el oro olímpico, disputaba esa división. Además, compartió equipo con sus hermanos Germán, Matías y Damián.
En 2018 anunció su retiro definitivo del básquet cuando jugaba el torneo metropolitano de Buenos Aires con Burzaco Fútbol Club.

## Biografía
Empezó a jugar básquet por la influencia de  su padre histórico de Argentina de la década de los 80 Rubén Fernández, en 1992 se enfrentaron en un partido de la liga metropolitana, fue uno de los jugadores de la Generación Dorada en integrar la selección en 1995 antes del resto, como novedad en un sudamericano en Montevideo, siendo el único jugador de la época en jugar primero en la selección que en la liga nacional, inmediatamente fichó en Ferro y se fue ganando el lugar hasta pasar a Boca y ganar su primer título de Liga Nacional de Básquet con 20 años, el equipo de Boca después del título se fortificó y perdió protagonismo hasta que en el 2000 paso a Estudiantes de Olavarría donde se convierte en figura y protagonista de la Liga ganando 4 títulos en un año, jugando ese año las finales contra el propio Boca que lo dejó ir,  listo para emigrar a Europa.
El comienzo no fue fácil ya protagonista de su selección y figura en su país fue el primer jugador argentino en jugar en Francia y rápidamente pasar al Saski Baskonia con 5 argentinos estrellas como Oberto, Scola, Nocioni y Sconochini. Ganando la liga ACB y Copa del Rey. Paso a Valladolid jugando 2 temporadas donde tubo a Manel Comas como entrenador destacado y fue encasillado como ala Pívot tirador hasta el 2005 fichando por el Varese de Italia donde se convierte en ídolo de la hinchada y hace sus mejores años como profesional  en Europa, jugando tanto como ala pivote y demostrando un gran potencial cerca del cesto, hasta la crisis del club donde vuelve a Boca Juniors supuestamente para volver a ser Selección Argentina y volver a jugar con sus compañeros y amigos desde sus primeros años en la generación Dorada (había renunciado por primera vez en 2007) pero no volvió a tener la chance de ser citado, cosa que según el lo desmotiva y deja la liga en 2011 y pasa a jugar con sus hermanos en Temperley, luego de varios partidos y un ascenso vuelve a su mejor versión como jugador de roll en Peñarol y consigue otra Liga y un Super8 jugando  hasta 2016 donde por problemas con la enfermedad de su hijo pequeño deja la liga para jugar de nuevo con sus hermanos ahora en Burzaco y juntar a los cuatro en el mismo equipo. Los grandes entrenadores lo consideran en la selección como uno de los jugadores de roll aguerrido y específico más rendidores para defender grandes jugadores según Rubén Magnano y Sergio Hernández.
En 2018 anunció su retiro definitivo del básquet.

Este es como un segundo retiro, lo tomo con mucha más tranquilidad, cierro la etapa de lo que es la competencia por una cuestión lógica de edad y de encarar otra cosa que tenga más futuro en mi vida y la dirigencia puede ser una de ellas. La verdad que estoy experimentando un poco de las dos cosas, dirigí el año pasado un solo partido por una cuestión de que mi viejo no estaba bien de salud y la verdad que me gustó bastante, pienso que tengo mucho para transmitir y aportar. La dirigencia es otra cosa, es más de lucha, de salir a buscar sponsors, es convencer con el proyecto y es una actividad más a largo plazo.
Gabriel Fernández.

## Trayectoria deportiva
- 1995-96:  Argentina - LNB - Ferro Carril Oeste (Buenos Aires)
- 1996-00:  Argentina - LNB - Boca Juniors
- 2000-01:  Argentina - LNB - Estudiantes de Olavarría
- 2001-02:  Francia - LNB - STB Le Havre
- 2002:  España - Liga ACB - Tau Cerámica
- 2002-04:  España - Liga ACB - CB Valladolid
- 2004-05:  España - Liga ACB - Lleida Bàsquet
- 2005-08:  Italia - LEGA - Pallacanestro Varese
- 2008:  Argentina - LNB - Boca Juniors
- 2008:  Venezuela Marinos de Anzoátegui
- 2008-09:  Argentina - LNB - Boca Juniors
- 2009:  Argentina - LNB - Club Obras Sanitarias
- 2010-11:  Argentina - LNB - Lanús
- 2012-2013:  Argentina FRBCF - Temperley
- 2013-14:  Argentina - LNB - Peñarol de Mar del Plata
- 2015:  Argentina TFB - Huracán de San Justo
- 2017-2018:  Argentina TFB - Burzaco Fútbol Club

## Palmarés
- 1997: Liga Nacional de Básquet con Boca Juniors

- 2000: Campeonato Panamericano de Clubes de 2000 con Estudiantes (O)

- 2001: Campeonato Sudamericano de Baloncesto

- 2001: FIBA Américas Argentina 2001

- 2001: Liga Sudamericana de Clubes 2001 con Estudiantes (O)

- 2001: Liga Nacional de Básquet con Estudiantes (O)

- 2002: Copa del Rey con TAU Cerámica

- 2002: Liga ACB con TAU Cerámica

- 2002: Subcampeón del Mundo

- 2004: Juegos Olímpicos de Atenas 2004

- 2013: Torneo Regional de Capital Federal con Club Atlético Temperley

- 2013: Súper 8 con Peñarol

- 2014: Liga Nacional de Básquet con Peñarol

### Distinciones individuales
- Juego de las Promesas Mar del Plata 1996-97
- Juego de las Estrellas 1998, 1999, 2000 y 2001
- Campeón de Triples en 2000 y 2001
- Integrante del Quinteto ideal temporada 2000-01
- Mejor Pivot Temporada 2000-01
- Premio del Presidente al ogro deportivo en 2004
- Mejor Quinteto de la Copa Staancovic 2005